# Jošikazu Minami
Jošikazu Minami (* 8. října 1935, období Šówa 10) je japonský fotograf. Člen Japonské asociace profesionálních fotografů.

## Kariéra
Narodil se 8. října 1935 v Čičibu, v prefektuře Saitama. Absolvoval Tokijskou školu fotografie. Když byl mladý, trpěl astmatem a měl tendenci se stranit společnosti, ale jeho otec mu pořídil fotoaparát, Když byl na střední škole, začal fotografovat. Poté vystudoval fotografii v Tokiu a vrátil se do svého rodného města. Zajímá se o zvyky a obyčeje svého vlastního regionu, rok od roku pořizuje černobílé fotografie, pečlivě sleduje změny, které v průběhu času zachytává.